# 耶律忒末
耶律 忒末（やりつ とくまつ、? - 1226年）は、モンゴル帝国に仕えた契丹人の一人。

## 概要
耶律忒末の父の耶律丑哥は遼朝に仕えて都統にまでなった人物で、遼朝が金朝に滅ぼされた時には最後まで忠義を崩し、夫婦ともに亡くなった。金朝はむしろその忠義を憐れみ、生き残った忒末も父同様に都統に任じたという。しかし、金朝末期にチンギス・カン率いるモンゴル軍が南下を始めると忒末は3万の軍勢を率いてこれに降り、忒末は帥府監軍、息子の耶律天祐は招討使の地位に任じられた。モンゴル軍への加入後、忒末は史天倪に従って趙州の平棘・欒城・元氏・柏郷・賛皇・臨城らの諸城の攻略に携わり、5千余りの民を配下に入れた。
1221年（辛巳）、西方の中央アジア遠征に向かったチンギス・カンは太師ムカリに東アジア方面の計略を任せ、忒末もその指揮下に入って洺州等路征行元帥の地位を授けられた。この頃、忒末と耶律天祐は邢州・洺州・磁州・相州・懐州・孟州らの諸城を攻略する功績を挙げ、ムカリは忒末を真定路安撫使・洺州元帥の地位に任じた。忒末は更に沢州・潞州に兵を進めて6千戸余りを降らせたため、この功績により河北西路安撫使・兼沢潞元帥府事の地位に就いた。しかし、1222年（壬午）には既に高齢であったためか息子の耶律天祐に地位を譲って真定に隠居した。
隠居後、1225年（乙酉）には一度モンゴルに降った武仙が真定で叛乱を起こしたが、この時忒末は夜半に真定を出て武仙の手から逃れている。ところが、1226年（丙戌）に勢力を盛り返した武仙は再び真定に攻撃を仕掛け、史天沢は藁城に撤退し、忒末とその妻の石抹氏・家奴隷らで真定に居住していた者たちは今度こそ武仙の捕虜になってしまった。武仙は忒末を人質として耶律天祐に投降を迫ったが、忒末は密かに耶律天祐に伝言を託し、「賊の武仙が狡猾であることは汝も知っているだろう。わが身の安全を理由に敵の策に陥るな。モンゴルに忠節を尽くせ。（モンゴルへの）忠と（父母への）孝は両立させる事は難しいが､ 汝が忠義を固守し国家の大計を失わなければ我も甘んじて刀を受けよう」と伝えた。これを聞いた耶律天祐は慟哭しつつも手の経緯をモンゴルに報告し武仙を攻撃したため、怒った武仙の命により忒末の家族郎党18人は尽く殺されてしまった。我が身を省みずモンゴルに忠節を尽くした事蹟を賞して、『元史』は忠義伝に耶律忒末の列伝を載せている。